# Johnny Richards

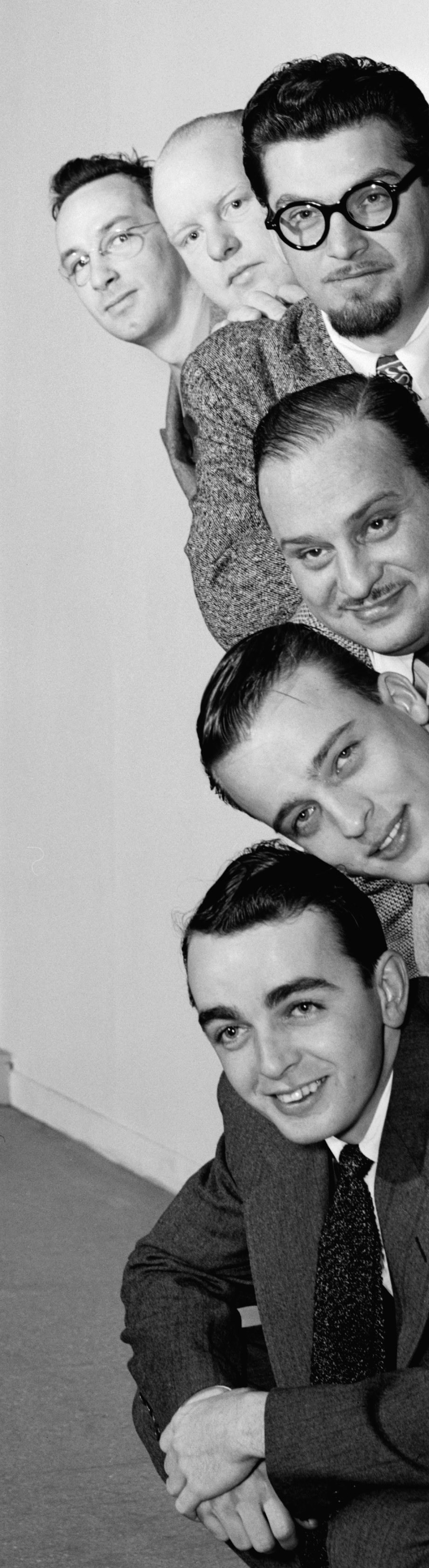
(Von unten:) Ralph Burns, Eddie Finckel, George Handy, Neal Hefti, Johnny Richards und Eddie Sauter, Museum of Modern Art, New York, N.Y., ca. März 1947.
Fotografie von William P. Gottlieb.

Johnny Richards (* als Juan Ricardo Cascales am 2. November 1911 in Querétaro, Mexiko; † 7. Oktober 1968 in New York) war ein US-amerikanischer Jazzarrangeur des Modern Jazz. Er arbeitete für Stan Kenton.

## Leben und Wirken
Johnny Richards wuchs in San Fernando (Kalifornien) auf. Seine Karriere begann 1928 in einer Band in Philadelphia, danach ging er nach Großbritannien und schrieb dort Filmmusik. In den 1930er Jahren war er in den Hollywood-Studios beschäftigt, leitete 1940–45 ein Tanzorchester, dem u. a. Pete Rugolo und Bob Graettinger angehörten. Ab 1946 arbeitete er als Arrangeur für Boyd Raeburn, Stan Kenton, Charlie Barnet, Dizzy Gillespie, Sarah Vaughan, Sonny Stitt und Helen Merrill. Von 1958 bis 1960 leitete er auch ein eigenes Orchester, in dem u. a. Ben Webster, Julius Watkins, Ed Shaughnessy, Frank Rehak, Charli Persip, Jimmy Cleveland, Gene Quill, Hank Jones und Tom McIntosh spielten.
Am meisten in Erinnerung bleiben wird Richards für die ungestümen Stan Kenton Big Band Aufnahmen in den 1950er Jahren. Er arrangierte Kentons Soliloquy (1950), Bags And Baggage, Prologue und Frank Speaking (1952); außerdem für Boyd Raeburn die Titel The Man With The Horn, Prelude To The Dawn und Soft And Warm (1946); Dizzy Gillespies Aufnahmen mit Streichern von 1950 bzw. 1954 und Sonny Stitts Sancho Pansa (1953). 
Sein Stil ist von Duke Ellington und Pete Rugolo beeinflusst.

## Diskografie (Auswahl)
Für Stan Kenton:
- Cuban Fire (Capitol, 1956)
- West Side Story (Capitol, 1961)
- Young at Heart (Capitol, 1953)

Als Leader
- Wide Range (Creative World, 1957)
- My Fair Lady/My Way (Roulette/Fresh Sound, 1964), u. a. mit Bob McCoy
- Mosaic Select (Mosaic, 2005)